# Wikariat apostolski Rodrigues
Wikariat apostolski Rodrigues (łac. Apostolicus Vicariatus Rodrigensis; ang. Apostolic Vicariate of Rodrigues) – rzymskokatolicki wikariat apostolski, obejmujący swoim zasięgiem wyspę Rodrigues na Mauritiusie. Erygowany 31 października 2002 konstytucją apostolską przez Jana Pawła II. Podlega bezpośrednio (do) Stolicy Apostolskiej, a siedziba wikariusza znajduje się przy katedrze św. Gabriela w Port Mathurin.

## Historia
Wyspa Rodrigues była ewangelizowana przez ojców kapucynów począwszy od 1850. I była częścią diecezji Port Louis. Nowy Wikariat Apostolski Rodrigues rozciąga się na 104 kilometry kwadratowe. i znajduje się około 550 km na wschód od wyspy Mauritius.
Liczba ludności wynosi 35 779 mieszkańców, z czego 32 612 to katolicy. Prokatedrą będzie kościół św. Gabriela w Port Mathurin.
Przyczyny powstania Wikariatu Apostolskiego Rodrigues erygowanego przez Jana Pawła II można podsumować następująco:
- Nowa konfiguracja Republiki Mauritiusu, która zapewnia Mauritiusowi i Rodriguesowi status podobny do statusu Trynidadu i Tobago: jeden naród z dwiema administracjami.
- Wolę nadania autonomii Kościołowi, który mieszka zbyt daleko od Kościoła macierzystego w Port Louis.

[Dano w Rzymie u św. Piotra, dnia 31 października 2002]

## Wikariusze apostolscy
- 2002–2020: bp Alain Harel
  - 2021–2023: o. Luc René Young Chen Yin OMI[2][3] (administrator apostolski sede vacante)
- od 2024: Michel Moura

## Główna świątynia
- Katedra św. Gabriela w Port Mathurin